# Tramwaj konny

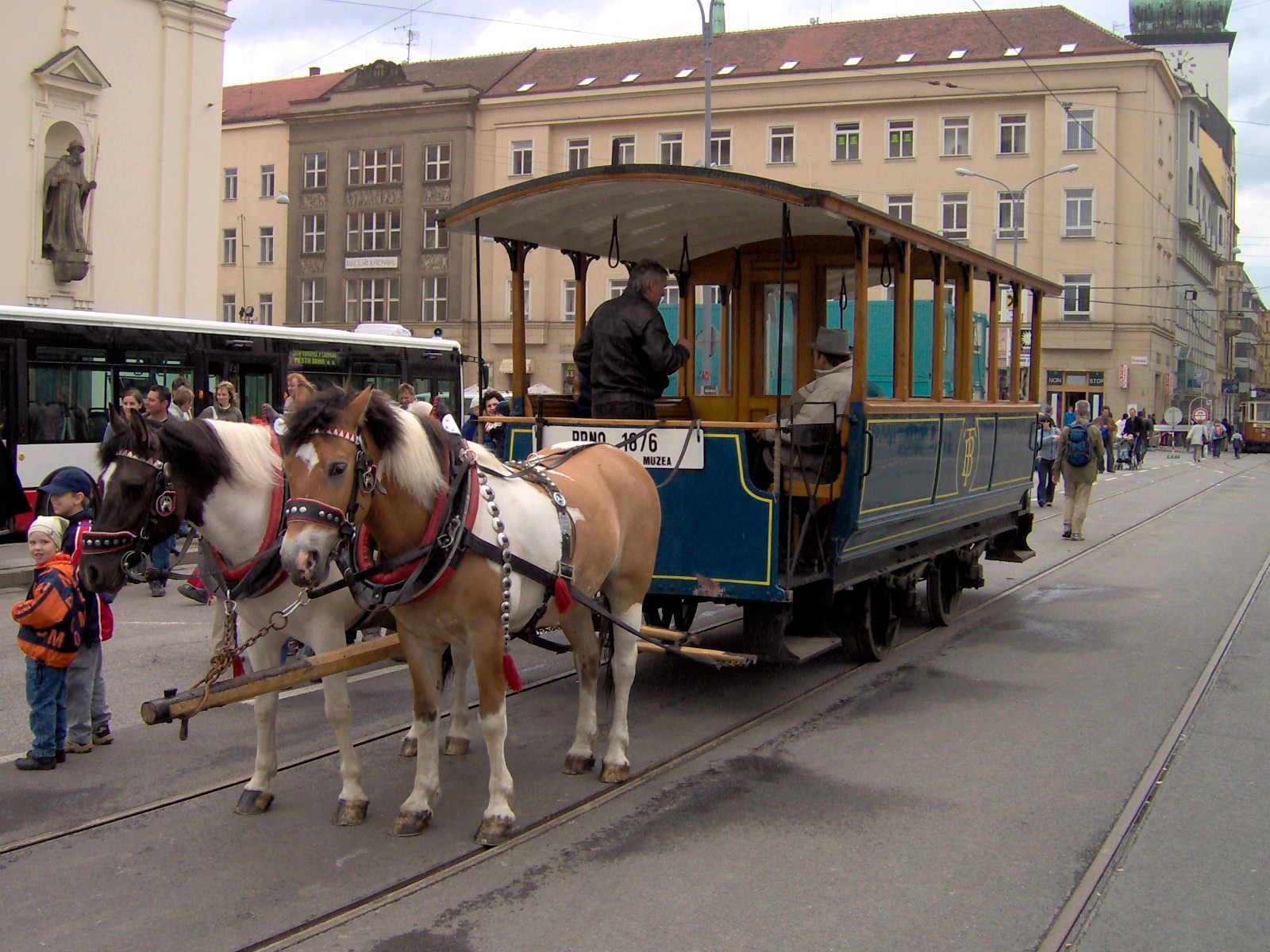
Zabytkowy tramwaj konny z 1876 na ulicy Brna

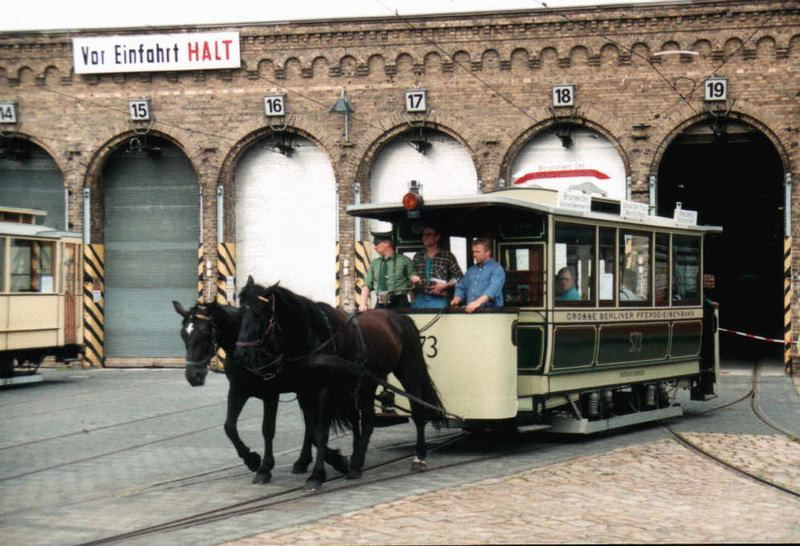
Zabytkowy tramwaj konny w Berlinie

Tramwaj konny – dawny lekki pojazd szynowy służący do komunikacji miejskiej, zaprzęgany w jednego lub dwa konie, rozpowszechniony od połowy XIX wieku.
Gładka powierzchnia szyn w porównaniu do nierównego wówczas bruku pozwalała na uzyskanie większej prędkości niż w używanych wcześniej omnibusach konnych. Mimo to, siła pociągowa i wytrzymałość zwierząt była na tyle ograniczona, że w metropoliach musiano łączyć wiele krótszych obiegów linii w punktach przesiadkowych. Przystanki tramwaju konnego znajdowały się, w zależności od lokalnego zwyczaju, na każdym skrzyżowaniu lub też zatrzymywano się na żądanie.
W latach 70. XIX wieku tramwaje konne zaczęto zastępować parowymi, a na przełomie XIX i XX wieku tramwaj konny został wyparty przez szybszy i czystszy tramwaj elektryczny.
W gminie Mrozy w województwie mazowieckim istnieje wąskotorowa linia tramwaju konnego.